# JAC (ehemalige Automarke)
JAC war eine japanische Automarke.

## Markengeschichte
Die Marke wurde 1939 für Automobile eingeführt und 1940 wieder eingestellt. Der Hersteller ist nicht bekannt. Nihon Nainenki aus Tokio nutzte zwar auch für manche Produkte dieses Kürzel, es ist aber keine Verbindung nachgewiesen.

## Fahrzeuge
Die Fahrzeuge ähnelten den Modellen der Chrysler Automobile Works. Dies war das japanische Montagewerk von Chrysler, das 1939 schließen musste. Es ist davon auszugehen, dass übriggebliebene Teile verwendet wurden.
Das einzige Modell war eine viertürige Limousine. Der Motor hatte 3670 cm³ Hubraum. Er war vorne im Fahrgestell montiert und trieb die Hinterräder an.